# Wood Street (Londýn)
Wood Street je jedna z ulic v londýnské City (anglicky City of London), historickém centru a finanční čtvrti Londýna. Vede z jihu od křižovatky s Cheapside, míří na sever a při tom protíná Gresham Street a London Wall, silnici na místě, kde ve starověku postavili Římané hradby na obranu Londinia. Nejsevernější konec ulice vede podél Postern, části sídliště Barbican, a končí u domu Andrewes House.

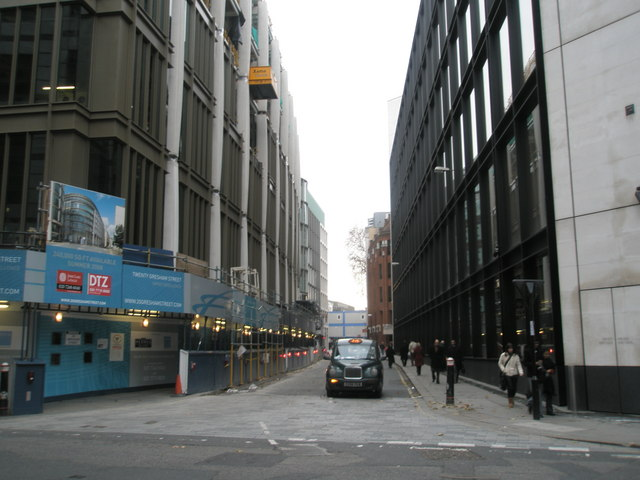
Wood Street asi 100 m západně od Milk Street

## Z historie Wood Street
Ulice bývala hlavní trasou procházející severojižním směrem přes římskou pevnost, která byla objevena po bombardování Londýna za druhé světové války. Ze severní brány pevnosti se stala Cripplegate, jižní brána pevnosti stála hned u křižovatky s ulicí Love Lane, a fakt, že se tam silnice mírně stáčí k východu, nasvědčuje tomu, že bylo třeba římské opevnění prorazit, aby Wood Street mohla pokračovat.
Tato cesta je pravděpodobně velmi stará, vznikla po obnově města kolem roku 886 za vlády Alfréda Velikého. Vedla z hlavního přístavu v Queenhithe (Bread Street) přes tržiště v ulici Cheapside dál na sever a za Cripplegate opouštěla Londýn.

## Význačné budovy

### Kostel sv. Albana

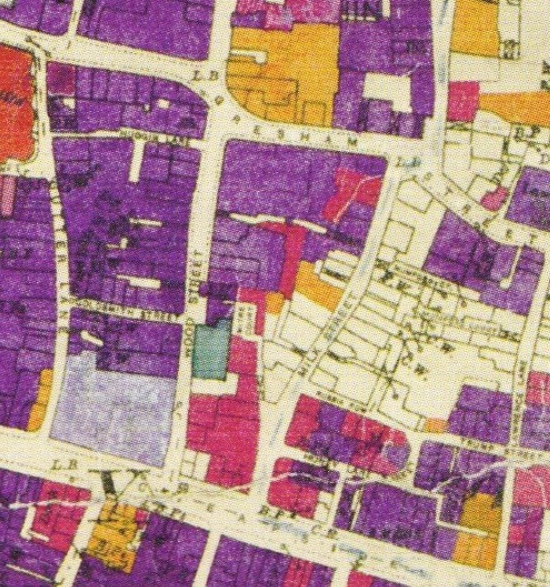
Wood Street a Milk Street po bombardování

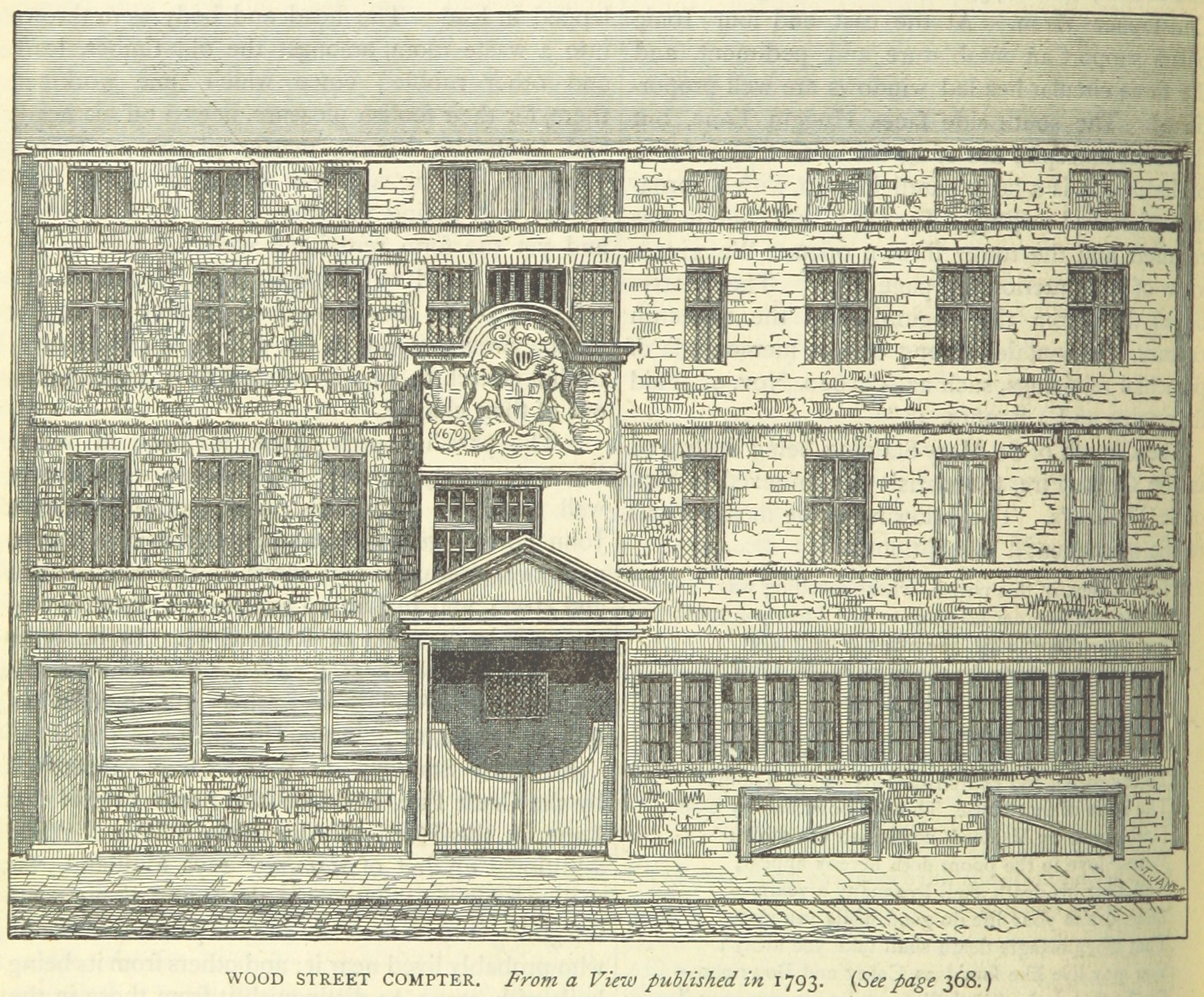
The Wood Street Compter in 1793

Uprostřed ulice na ostrůvku mezi vozovkami stojí věž, jediná část kostela sv. Albana, která po náletu za druhé světové války zůstala stát.
Svatý Alban byl první křesťanský mučedník v Británii. Kostel ve Wood Street pocházel ze středověku, stál na místě, kde měl palác s kaplí Offa z Mercie, panovník jednoho z anglosaských království z 8. století; připisuje se mu také založení opatství St Alban’s Abbey.

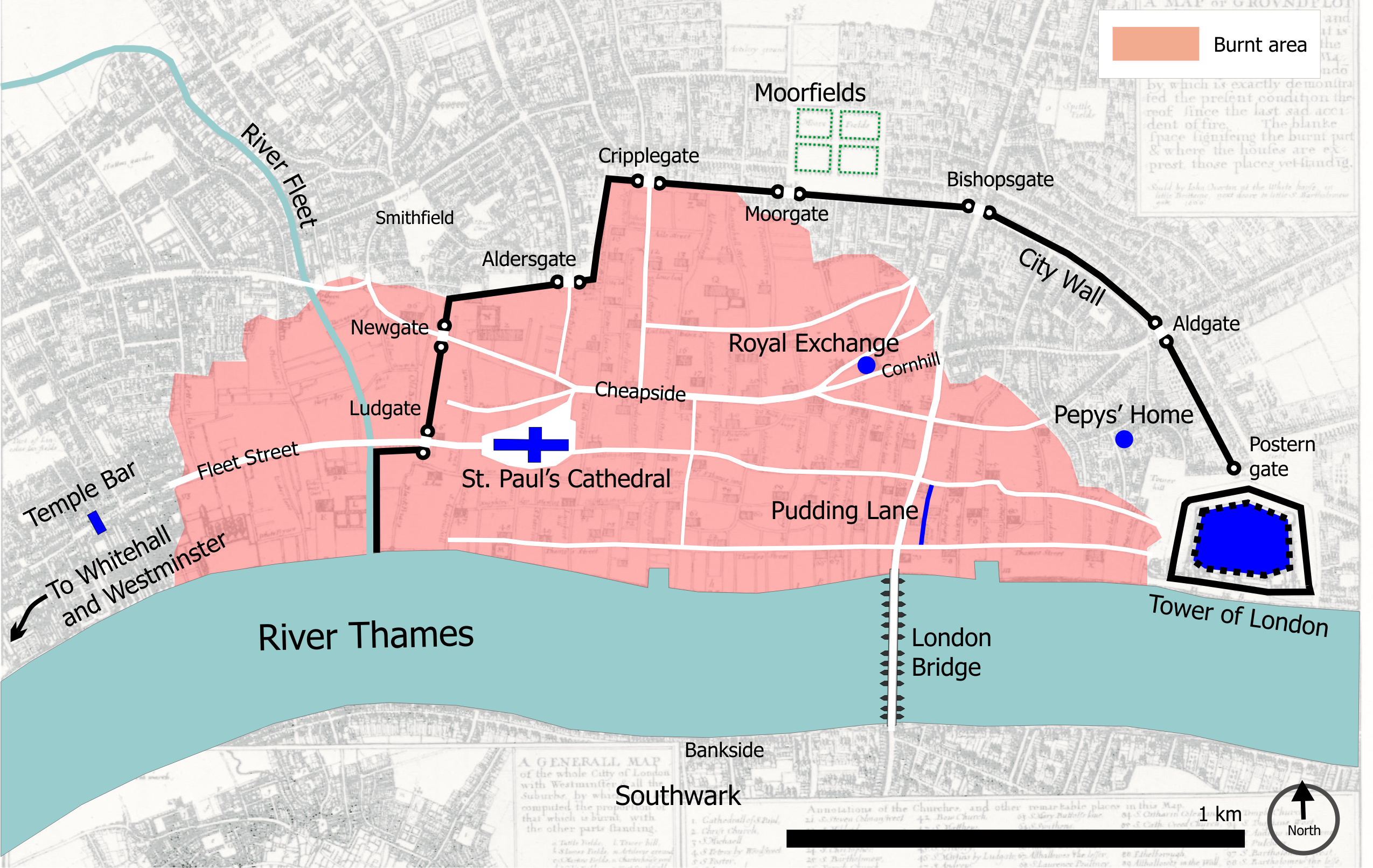
Velký požár Londýna; Wood Street mezi Cheapside and Cripplegate

Za vlády krále Jana Bezzemka (1166-1216) se kostel jmenoval St Alban Wuderstrate. Záznamy ze 16. století uvádějí, že středověký kostel měl pět zvonů.
Budova se časem dostala do špatného stavu, takže byl kostel ve 30. letech 17. století zbořen a postaven znovu. Ale už za 32 let byl zcela zničen znovu, tentokrát při Velkém požáru Londýna v roce 1666. Novou podobu mu dal sir Christopher Wren (dokončeno v polovině 80. let 17. století).
Rekonstrukcí prošel znovu po polovině 19. století (viktoriánský architekt sir George Gilbert Scott) a čtyři věžičky na věži na severní straně kostela byly později v tomto století vyměněny.
Za druhé světové války jedné noci za náletu (Blitz) v prosinci 1940 kostel vyhořel a byl částečně zničen. Zbytek byl zbořen v 50. letech 20. století, zůstala stát jen Wrenova věž. V 80. letech 20. století byla přestavěna v značně neobvyklý soukromý byt.

### Vězení pro dlužníky
V ulici Wood Street bývala instituce zvaná Wood Street Compter, malé vězení pro dlužníky, kam se dostávali také lidé obvinění z takových přestupků, jako byla opilství na veřejnosti. Věznice byla postavena a otevřena v roce 1555.

### Mrakodrap
K dalším pozoruhodným stavbám patří na adrese Wood Street č. 88 mrakodrap z přelomu 20. a 21. století, zmíněný například v knize Skyscrapers: Structure and Design (autor Matthew Wells). Jde o komerční mrakodrap vyprojektovaný firmou Rogers Stirk Harbour + Partners, postavený mezi léty 1993 a 2001. V osmnáctipodlažní budově vznikl kancelářský prostor o ploše 33 000 m2.

## Památný platan javorolistý
Na rohu Cheapside a Wood Street stojí vysoký a rozložitý platan javorolistý (Platanus Acerifolia), který se stal symbolem City, protože byl svědkem mnoha dramatických změn v tomto městě. Patří ke chráněným platanům, které se nesmějí pokácet. Kolem kmene je kovové zábradlí se sv. Petrem s klíči; na tomto místě totiž býval hřbitov u kostela sv. Petra Cheap, jednoho z 87 kostelů, které v roce 1666 zničil velký požár Londýna. Slavný anglický architekt 17. století Christopher Wren tohoto sv. Petra na rozdíl od desítek jiných ale nepostavil znovu.
O úctyhodném stáří stromu svědčí fakt, že se o něm zmiňuje anglický romantický básník William Wordsworth v lyrické básni Poor Susan napsané roku 1797 (vyšla o rok později ve sbírce Lyrické balady).

## Stanice Policie londýnské City
Ve Wood Street je stanice City of London Police (CLP, Policie londýnské City), a to v budově na rohu s Love Lane. CLP má v City celkem tři stanice, kromě Wood Street také Bishopsgate a Snow Hill.